# Abaeté (rivier)
De Abaeté is een rivier in de Braziliaanse staat Minas Gerais.
De Abaete heeft haar oorsprong in de Serra da Canastra, ongeveer 20 km ten noorden van São Gotardo, loopt vrijwel naar het noorden en mondt uit in de rivier São Francisco. De Abaete loopt door de gemeente São Gonçalo do Abaeté. De lengte van de rivier bedraagt circa 270 kilometer.
De rivier heeft een kleisediment, afkomstig uit het gesteente waar ze doorheen loopt. Meer nog dan vanwege haar ruime visvoorraden is de rivier bekend om haar diamantmijnen.